# Antirhea microphylla
Antirhea microphylla är en måreväxtart som först beskrevs av Friedrich Gottlieb Bartling och Dc., och fick sitt nu gällande namn av Elmer Drew Merrill. Antirhea microphylla ingår i släktet Antirhea och familjen måreväxter. Inga underarter finns listade i Catalogue of Life.